# Hinton, Kanada
Hinton är en stad i centrala Alberta i Kanada. Invånarna uppgick 2011 till 9 640 i antalet.

### Fotnoter
1. ↑  ”Census Profile” (på engelska). Statistics Canada. 2 mars 2011. http://www12.statcan.gc.ca/census-recensement/2011/dp-pd/prof/details/page.cfm?Lang=E&Geo1=CSD&Code1=4814019&Geo2=PR&Code2=48&Data=Count&SearchText=Hinton&SearchType=Begins&SearchPR=01&B1=All&Custom=. Läst 8 februari 2014.